# Вільгельм I Завойовник
Вільгельм I Завойовник (близько 1027 — 9 вересня 1087) — перший нормандський король Англії з 1066 року. Запровадив феодальний лад до старої англосаксонської системи врядування. У 1035-1087 роках — герцог Нормандії.

## Походження
Вільгельм народився 1027 або 1028 року у нормандському місті Фалезі. Він був незаконним, але єдиним сином правителя Нормандії, герцога Роберта I Диявола, і його конкубіни Герлеви, дочки Фулберта, заможного містянина із Фалеза. Можливо, від цього зв'язку народилась також дочка Аделаїда, однак у цьому є сумніви, враховуючи пряме свідчення Роберта де Торіньї, що Аделаїда не була дочкою Герлеви.
У 1034 році Роберт, вирушаючи у паломництво, проголосив Вільгельма спадкоємцем престолу (традиційне право вікінгів не давало законним дітям жодних переваг перед незаконними). Він видав Герлеву заміж за свого васала — Герлуїна, віконта Контвіля, бажаючи влаштувати її майбутнє. Від цього шлюбу народились два сини: Одо й Роберт, що стали вірними соратниками свого зведеного брата.
Нормандська знать у ті часи надавала перевагу уникненню шлюбу за християнським обрядом, й укладали шлюби нормандського типу. Цей союз не мав благословення церкви й міг бути скасований у будь-який момент — якщо була державна необхідність стати до християнського шлюбу. Багато нормандських герцогів і членів їхніх сімей мали офіційних коханок, а з церковної точки зору законнонародженість багатьох представників роду викликала сумніви. Однак французька знать дала Вільгельму прізвисько Незаконнонароджений, Байстря (лат. Notus, Bastardus).

## Правління в Нормандії

### Положення в Нормандії напередодні початку правління Вільгельма
Нормандське герцогство, успадковане Вільгельмом, відрізнялось, з одного боку, досить централізованою системою управління, що базувалась на добре розвиненій військово-ленній системі й широкому герцогському домені, а з іншого боку, величезною масою дрібних лицарів, нащадків скандинавських вікінгів, які оселились в Нормандії у IX столітті, чия енергія виплескувалась у завойовницьких походах до Південної Італії. Нормандія перебувала у васальній залежності від короля Франції, однак залежність багато в чому була формальною, оскільки перші королі Франції з династії Капетингів фактично правили тільки у своєму домені. Формально Нормандія вважалась графством, однак влада її правителів нічим не поступалась королівській, тому в XI столітті правителі Нормандії присвоїли собі герцогський титул.

### Початок правління
У 1035 році під час повернення з паломництва до Єрусалима помер герцог Роберт II, батько Вільгельма, якому на цей момент було лише близько 7 років. Оскільки він був позашлюбним сином Роберта, багато хто не визнавав його прав на герцогську корону. Однак серед численних представників нормандської династії не знайшлось кандидатури, яка б влаштувала всіх. Тому Вільгельма було проголошено герцогом. Однак централізована влада в Нормандії на початку правління малолітнього герцога була відсутньою.
Відповідно до заповіту Роберта II, опікунами Вільгельма були Ален III, герцог Бретані, Жильбер, граф де Бріон, двоюрідні брати Роберта, а також сенешаль Нормандії Осборн. Однак вони були вбиті й не дожили до повноліття Вільгельма. До 1037 року головним союзником Вільгельма був архієпископ Руана Роберт д'Евре, незаконнонароджений син Річарда I, прадіда Вільгельма, однак по смерті Роберта новий архієпископ Можер, незаконний син Річарда II, діда Вільгельма, був противником молодого герцога. Підтримку Вільгельму в ці часи надавала родина матері, однак подробиці цього періоду відомі дуже погано. На щастя для Нормандії її сусіди у цей час переймались міжусобицями й не звертали уваги на події в герцогстві.
У 1042 році, у віці 15 років, Вільгельм був посвячений у лицарі королем Франції Генріхом I, після чого став брати активнішу участь в управлінні герцогством. Складне дитинство сильно вплинуло на його характер. За повідомленнями хроністів він не вмів читати, був людиною підозрілою та потайною, ненавидів сварки й відрізнявся деспотичністю у будь-якій сфері життя.
Перший період правління Вільгельма було присвячено укріпленню герцогської влади й обороні кордонів. Перші кроки Вільгельма з управління герцогством спричинили у 1046 році повстання у Верхній Нормандії, яке очолив двоюрідний брат (і друг дитинства) Вільгельма Гі, другий син графа Бургундії Рено I, граф Вернона й Бріона, якого підтримали віконт Котантена Нігель, віконт Байо Ранульф, а також низка інших дрібніших сеньйорів. Вільгельм нічого не зміг протиставити повстанцям та був змушений тікати з Нормандії, звернувшись по допомогу до короля Франції Генріха I. У 1047 році Вільгельм за підтримки фрцанцузького короля Генріха I вторгся в область Імуа, де їм вдалось розбити війська повсталих баронів у битві під Валь-ес-Дюн (Долина Дюн, на південний схід від Кана). Заколотники втекли за річку Арну. Король Генріх після цієї перемоги повернувся до своїх володінь, а Вільгельм продовжив переслідування баронів, взявши в облогу Бріон. Облога тривала до кінця 1049 року. Перемога дозволила Вільгельму закріпитись на престолі герцогства.
У 1052 році Вільгельму довелось придушувати ще одне велике повстання, яке очолював його дядько, Вільгельм Аркський, граф Талу, якого підтримував архієпископ Руана Можер. У 1053 році Вільгельм взяв в облогу Арк і, врешті-решт, захопив його. Вільгельм Аркський був змушений здатись і його вигнали до Булоні. У 1054 чи 1055 році Вільгельм домігся також усунення Можера, якого було заслано на острів Гернсі. Це було останнє велике повстання знаті в Нормандії за часів правління Вільгельма.
Згодом Вільгельму удалось позбутися й низки інших ворогів зі своєї родини. У 1056 році він звинуватив у заколоті Вільгельма Герлана, графа Мортенського, вигнав його, передавши Мортен своєму зведеному брату Роберту. Також він вигнав Вільгельма Бюсака, другого сина Вільгельма I, графа Е.
У підсумку Вільгельм навів порядок у власному герцогстві. Було зруйновано замки баронів, зведені за час його неповноліття, введено суворі покарання за порушення «герцогського миру», створено розгалужену структуру місцевої адміністрації, підпорядковану безпосередньо герцогу. Найважливішими посадовими особами стали віконти, причому ця посада перетворилась на спадкову. У цьому плані Вільгельм значно випередив подальші заходи королів Франції. Він також приділяв підвищену увагу справам церкви й підтримував зусилля з реформування церковних інституцій у дусі клюнійського руху. Не зловживаючи своєю можливістю впливати на призначення єпископів та абатів, Вільгельм забезпечив собі підтримку як місцевого вищого духовенства, так і самого папи римського.

### Дипломатія Вільгельма
Вільгельм доклав зусиль для налагодження дипломатичних відносин із сусідами й захисту кордонів Нормандії від зазіхань сусідніх правителів. Близько 1049 року Вільгельм почав перемовини з графом Фландрії Бодуеном V, прохаючи руки його дочки Матильди. Однак звістка про можливість такого шлюбу викликала невдоволення імператора Священної Римської імперії Генріха III. У підсумку в жовтні 1049 року на Реймському соборі союзник імператора, папа Лев IX заборонив цей шлюб із причини кровних родинних зв'язків. Попри це, у 1053 році Вільгельм одружився з Матильдою. Від цього шлюбу народилось четверо синів та шестеро дочок. Розгніваний папа негайно відлучив Вільгельма від церкви. Це покарання було знято лише через 6 років (1059), коли за нового папи Миколая II стосунки Нормандії з Римом покращились; герцог зобов'язався збудувати 4 богадільні та 2 монастирі.
Вільгельм поширив свій вплив на сусідів завдяки шлюбу своєї сестри Аделаїди, виданої 1052 року заміж за Енгеррана II, графа Понтьє. Після загибелі Енгеррана у 1053 році герцог Вільгельм конфіскував Омальське графство, яке перебувало у васальній залежності від Нормандії, й передав його Аделаїді. Графство Понтьє, сюзереном якого були королі Франції, відійшло до молодшого брата Енгеррана II, Гі I де Понтьє. Ед, чоловік Аделі, зблизився з Вільгельмом й пізніше взяв активну участь у завоюванні Англії.
Вважається, що до цього самого часу належать контакти Вільгельма з королем Англії Едуардом Сповідником, який був далеким родичем герцога. 1042 року Едуард, що понад 25 років провів у вигнанні при дворі герцога Нормандії, став королем Англії.
Ставши королем, Едуард почав активно залучати нормандських дворян на свою службу, прагнучи створити собі опору проти могутньої англо-данської аристократії, яка контролювала важелі управління англосаксонської держави. Багато нормандських лицарів і священнослужителів отримали високі пости й земельні володіння в Англії. Сестра короля Едуарда вийшла заміж за Дрого, графа Вексена, одного з соратників батька Вільгельма. За свідченнями деяких джерел бездітний Едуард оголосив Вільгельма своїм спадкоємцем, що було схвалено англійським вітенагемотом. Перед Вільгельмом з'явилась перспектива здобуття англійської корони. У 1052 році, під тиском лідера англо-данської аристократії ерла Годвіна, Едуард Сповідник був змушений вигнати норманів із країни, але сторони при цьому додержувались укладеної угоди, що була гарантом захисту від піратства на Ла-Манші.

### Війни з сусідами
У 1050-их роках сталось кілька конфліктів Вільгельма з королем Франції, а також із Жоффруа II Мартелом, графом Анжу, який був вкрай серйозним супротивником Вільгельма. Ще близько 1049 року Вільгельм у союзі з королем Генріхом, невдоволеним непокорою графа Жоффруа, брав участь у поході на анжуйські землі. А невдовзі почався серйозний військовий конфлікт, до якого було втягнуто також короля Франції.
У 1051 році помер граф Менський Гуго IV. Скориставшись цим, Жоффруа Анжуйський вторгся в Мен, ставши його фактичним володарем. Родина покійного герцога, його вдова Берта де Блуа, їхні діти Герберт II і Маргарита, а також єпископ Мана Жерве (Гервасія), були змушені тікати й переховуватись при нормандському дворі. Оскільки під час завоювання Мена також були захоплені замки Домфрон і Алансон, які належали сеньйорам із дому Беллемів, васалам Вільгельма, то Вільгельм вважав за можливе втрутитись. Він досить швидко взяв у облогу Домфрон. Невдовзі у Мен також вторглась армія короля Франції Генріха I, покликаного Вільгельмом. Під час однієї з вилазок Вільгельм захопив і підпалив Алансон, жителі якого вигукували образи на адресу Вільгельма, називаючи того будяком. Всім жителям, що насміхались над ним, Вільгельм наказав відрубати руки й ноги. Ця подія отримала назву «Алансонська різня». Згодом здався й Домфрон. Побудувавши трохи далі вглиб графства замок в Амбрієрі, Вільгельм відступив назад до Нормандії.
Однак у 1052 році Жоффруа домовився про мир із королем Генріхом, який, остерігаючись могутності Вільгельма, що помітно зросла, перетворився з його союзника на супротивника. З цього моменту Генріх почав підбурювати внутрішніх і зовнішніх ворогів нормандського герцога, в числі яких були граф Блуа Тібо III, герцог Аквітанії Гільйом VII, а також правителі Бретані — граф Пентьєвра Еон I, регент Бретані, а пізніше його племінник, герцог Конан II. Однак, попри те, що його головні союзники, графи Фландрії, Понтьє та Булоні, не сприяли йому, Вільгельм зміг протистояти своїм ворогам. При цьому йому довелось ще займатись придушенням повстання Вільгельма Аркського.
Перший напад армії Генріха I відбувся 1053 року, у 1054 році почалось широкомасштабне вторгнення, в якому також брали участь загони герцога Аквітанії й графів Бургундії та Анжу. Генріх розділив армію на 2 частини, але після того, як друга армія, якою командував брат короля Ед, була розбита під Мортемером, король був змушений відступити. При цьому у полон потрапило багато знатних бранців, включаючи Гі I, графа Понтьє, який після дворічного ув'язнення погодився стати васалом Вільгельма.
До 1060 року війна тривала зі змінним успіхом. У 1054 році Вільгельм вторгся в Мен. У відповідь у 1057 році Генріх та Жоффруа Анжуйський знову вторглись до Нормандії, розграбувавши при цьому частину герцогства на захід від річки Орн. Але під час переправи через річку Дів поблизу Варавіля у 1058 році армію застав зненацька приплив, чим скористався Вільгельм, який повністю розгромив ар'єргард. У 1059 році французька армія була також розбита при Мортемері.
Лише після смерті короля Генріха й Жоффруа Мартела у 1060 році положення змінилось. Регентом Франції став Балдуїн V, граф Фландрії, тесть Вільгельма. Того ж року у Дре Вільгельм склав омаж новому сюзерену, малолітньому королю Філіпу I. В Анжу почались усобиці, спричинені боротьбою за спадщину Жоффруа між його синами. Це дозволило Вільгельму перейти до підкорення Мена.
Оскільки спадкоємці Мена жили при його дворі, Вільгельм прийняв омаж у Герберта II дю Мен, а потім за першої ж можливості заручив його зі своєю дочкою, а сестру Герберта, Маргариту, заручив зі своїм старшим сином і спадкоємцем Робертом. До смерті Герберта Вільгельм мав можливість втручатись у внутрішні справи графства. Однак після смерті Герберта у 1062 році менська знать повстала проти Вільгельма, опікуна Маргарити, й за підтримки графа Анжу Жоффруа III, визнала як своїх правителів Готьє, графа Амьєну й Вексена, та його дружину Біоту, дочку графа Герберта I (діда Герберта II). У відповідь Вільгельм почав завоювання графства й у 1063 році спустошив його, захопивши столицю Ле-Ман, а також Готьє і Бьйоту. Згодом Вільгельм захопив і спалив місто Майєн.
Готьє і Бьйота були взяті під варту в замку Фалез, де й померли того ж року за нез'ясованих обставин. Смерть Готьє з одного боку допомогла Вільгельму позбавитись конкурента в графстві Мен, а з іншого — прибрала можливого претендента на англійський трон. Оскільки Маргарита Менська несподівано померла, то Вільгельм сам прийняв титул графа Мена, пізніше передавши його своєму сину Роберту.
Після приєднання Мена Вільгельм почав кампанію проти герцога Бретані Конана II, що відмовився скласти омаж, а також здійснював набіги на нормандські володіння. Однак особливих успіхів Вільгельм досягти так і не зміг, хоч Конан і визнав сюзеренітет герцога Нормандії.

## Завоювання Англії

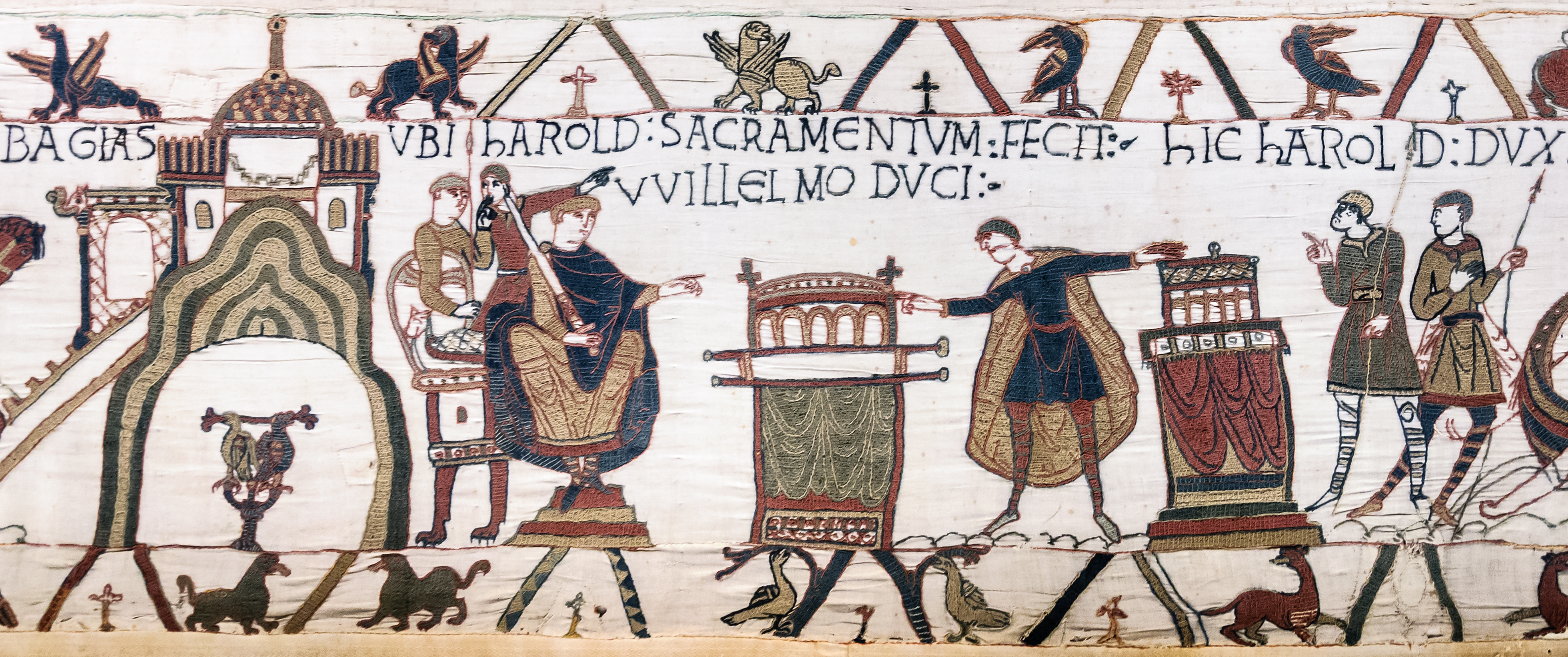
Килим з Байо (фрагмент)

5 січня 1066 року Едуард Сповідник помер, не лишивши прямих спадкоємців. Події, що передували його смерті та які призвели до завоювання Англії, зображено на знаменитому килимі з Байо і являють собою нормандську версію подій. Також ці події змальовано у низці часописів, в першу чергу в «Діяннях герцога Вільгельма» Гільйома де Пуатьє. Відповідно до цієї версії, у 1064 році Едуард, відчуваючи наближення смерті, відрядив свого наймогутнішого васала Гарольда Годвінсона до Вільгельма, щоб він присягнув останньому як спадкоємцю англійського престолу. Однак дорогою Гарольд потрапив у полон до графа Гі I де Понтьє, звідки його звільнив Вільгельм.
Після цього Гарольд добровільно присягнув на святих мощах у присутності свідків, визнавши Вільгельма спадкоємцем англійської корони та зобов'язався вжити всіх заходів для його підтримки.
У будь-якому випадку після смерті Едуарда англійський вітенагемот наступного ж дня обрав новим королем Гарольда. На думку англійських хроністів підставою для цього стало те, що Едуард перед смертю заповів свій трон Гарольду, брату своєї дружини. Гарольд був коронований і помазаний на царство, отримавши благословення церкви. Коронацію проводив архієпископ Кентерберійський Стіганд, який, однак, ще не отримав паллій від папи, тобто ще не був офіційно визнаний папською курією. Ця обставина дала додатковий козир супротивникам Гарольда.
Вільгельм відмовився визнати Гарольда королем і заявив власні претензії на англійський престол. У Європі було широко розголошено клятву Гарольда, здійснену на святих мощах під час поїздки до Нормандії, а також було заявлено про те, що Едуард визнав своїм спадкоємцем саме Вільгельма.
Порушення клятви стало зручним приводом для папи римського, щоб встати на бік Вільгельма Нормандського, який розпочав підготовку до вторгнення в Англію. Він заручився підтримкою баронів свого герцогства, а репутація Вільгельма забезпечила притік до його армії великої кількості лицарів із сусідніх північнофранцузьких князівств. Нормандці складали не більше третини армії Вільгельма, решта воїнів прибули з Мена, Аквітанії, Фландрії та Франції. У результаті до серпня 1066 року у розпорядженні герцога була велика й добре озброєна армія, що налічувала близько 7000 вояків, ядро якої складала високоефективна нормандська кіннота, однак була й піхота. Для перевезення людей через Ла-Манш в один прийом Вільгельм реквізував, винайняв та збудував стільки кораблів, скільки було можливо.
27 вересня 1066 року армія Вільгельма завантажилась на судна у гирлі Сомми і, переправившись через Ла-Манш, вранці наступного дня висадилась на англійському узбережжі поблизу міста Певенсі. Потім герцог перемістив свої війська до Гастінгса, де спорудив дерев'яний замок (motte-and-bailey) і став чекати на підхід англійської армії. Король Гарольд перебував у той час на півночі країни, відбиваючи норвезьке вторгнення. Дізнавшись про висадку нормандців, він поспішив на південь, не очікуючи на підкріплення, які збирались у графствах. Подолавши відстань від Йорка до Гастінгса за 9 днів, англосаксонська армія до 13 жовтня підійшла до позицій Вільгельма. Рано вранці 14 жовтня нормандські війська атакували англосаксів та у жорстокій битві розгромили їх. Король Гарольд був убитий.
Битва під Гастінгсом стала переломним моментом у нормандському завоюванні Англії. Країна опинилась відкритою перед військами Вільгельма. Лише в Лондоні зберігався опір національної партії, що проголосила новим королем Едгара Етелінга, останнього представника стародавньої англосаксонської королівської династії. Лондон був ключем до Англії, і Вільгельм негайно після Гастінгса спробував атакувати його, однак отримав відсіч. Тоді нормандська армія стала оточувати місто, одночасно розграбовуючи його передмістя.
Лідери англосаксонської знаті були змушені підкоритись. У Воллінгфорд, де на цей момент розміщувався Вільгельм, направився Стіганд, архієпископ Кентерберійський, й приніс йому клятву вірності. Невдовзі його прикладу в Беркхемстеді наслідували інші вожді національної партії (ерли Моркар та Едвін, Едгар Етелінг). Вільгельма було визнано королем Англії. Невдовзі нормандська армія вступила в Лондон, а 25 грудня 1066 року у Вестмінстерському абатстві (яке на той час ще не було добудовано) відбулась коронація Вільгельма англійською короною.
Хоч із самого початку Вільгельм підкреслював законність свого права на престол, у нього не було кровного зв'язку з англосаксонськими королями, і влада нормандців деякий час спиралась винятково на військову силу. Всією країною були зведені королівські замки, які контролювали прилеглі території. Землі англосаксонської знаті конфіскувались і передавались північнофранцузьким лицарям й баронам. Вищі посади в адміністрації короля й пости у церковній ієрархії стали заміщуватись нормандцями.
Наприкінці березня 1067 року король вирушив до Нормандії, де залишався до грудня, а за його відсутності в Англії управляли його найближчі соратники Вільям Фіц-Осберн й Одо, єпископ Байо. Після повернення до Англії Вільгельм придушив англосаксонський заколот в Ексетері й у 1068 році здійснив перший зі своїх походів до Північної Англії, де звів замок в Йорку й прийняв клятви вірності від північноанглійської знаті. Тим не менше саме на півночі опір нормандській владі був особливо сильним. У 1069 році там двічі спалахували повстання англосаксів, придушенням яких керував особисто Вільгельм. Положення ускладнилось прибуттям данського флоту, який підтримав заколотників, та заворушенням у західній Мерсії і Стаффорді.
Взимку 1069 року почалась знаменита кампанія «Спустошення Півночі», в ході якої до літа 1070 року Йоркшир й інші північноанглійські графства були цілковито розграбовані військами Вільгельма, а їх населення різко зменшилось через убивства й утечі до інших частин Англії. Планомірне знищення населення й господарства Північної Англії, наслідки якого відчувались ще за десятиріччя після походів Вільгельма, було здійснено для ліквідації самої можливості повторення повстань проти влади короля.
У 1070 році Вільгельм домігся виходу з Англії данців, а наступного року придушив останній осередок англосаксонського спротиву на острові Ілі. Це завершило завоювання Англії, однак тривали сутички на шотландському кордоні: в Шотландії при дворі короля Малколма III знайшов притулок Едгар Етелінг та деякі інші англосаксонські магнати. Для ліквідації цієї загрози у серпні 1072 року Вільгельм вторгся на територію Шотландії і швидко дійшов до Тею. Малколм III за угодою в Абернеті був змушений визнати Вільгельма королем Англії, принести йому омаж та зобов'язатись не надавати притулку ворогам короля. У заручники Вільгельму було передано молодшого сина шотландського монарха Давида I.

## Війни у Франції
У той час, як король Вільгельм підкорював Англію, безпека його нормандських володінь опинилась під загрозою. У Фландрії 1071 року спалахнуло повстання проти графині Рихільди, союзниці Вільгельма, й до влади прийшов Роберт Фріз, що орієнтувався на короля Франції та був ворожо налаштованим до Нормандії. При його дворі знайшли притулок багато англосаксонських тенів. В Анжу встановилась влада графа Фулька IV, що висунув претензії на Менське графство, який перебувало під нормандським сюзеренітетом. У 1069 році в Мені за підтримки анжуйців спалахнуло повстання і нормандські війська були вигнані з країни. Лише 1073 року Вільгельму вдалось повернути Мен під свій контроль. Тим не менше боротьба з Фульком IV тривала до 1081 року, коли сторони досягли компромісу: Мен залишався під владою сина Вільгельма Роберта III Куртгеза, але під сюзеренітетом графа Анжуйського.
Загрозу для Нормандії почав становити і французький король Філіп I, який під час завоювання Англії був ще неповнолітнім, але у 1070-их роках почав проводити антинормандську політику. У 1074 році він запропонував Едгару Етелінгу свій лен у Монтреї, на узбережжі Ла-Маншу, що могло призвести до створення англосаксонської бази для відвоювання Британії. Лише примирення Вільгельма з Етелінгом у 1076 році усунуло цю небезпеку. Того ж року, вирушивши з армією для покарання Бретані, яка вже допомагала англосаксонським біженцям, Вільгельм зазнав поразки від військ французького короля у битві при Долі. У 1078 році Філіп I підтримав заколот старшого сина Вільгельма, Роберта Куртгеза, невдоволеного відсутністю у нього реальної влади в Нормандії. Роберт спробував захопити Руан, але був відбитий та втік до Фландрії. Невдовзі він за допомогою французів оселився в замку Жерберуа на нормандському кордоні й почав розграбовувати володіння свого батька. Вільгельм особисто очолив армію, що обложила Жерберуа, проте лише з великими труднощами змусив місто до капітуляції. Роберту вдалось примиритись із батьком, однак, у 1083 році він втік із країни та знайшов притулок у короля Франції.

## Правління в Англії

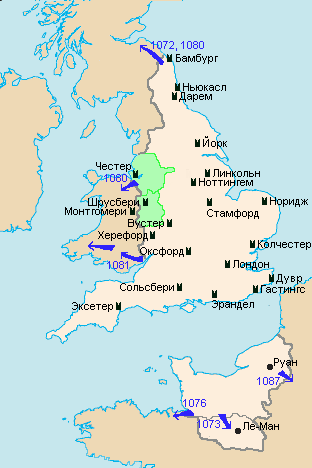
Англо-нормандська монархія у 1087 році та найважливіші англійські замки.
Зеленим кольором показано Чеширську й Шропширську марки

Малоуспішні війни в Нормандії у 1072—1084 роках сильно відволікали Вільгельма від стану справ в Англії. Король став багато часу проводить за Ла-Маншем, а у 1077—1080 роках майже три роки поспіль перебував за межами Англії. У часи його відсутності країною управляв той чи інший з найближчих соратників Вільгельма: Одо, єпископ Байо, Ланфранк, Жоффруа, єпископ Кутанса. Хоч спротив англосаксонської знаті було зламано, два представники вищої аристократії часів короля Едуарда Сповідника зберегли високі позиції при дворі Вільгельма: Вальтеоф, граф Нортумбрії, та Ральф, граф Східної Англії. У 1075 році вони уклали союз із Роджером Фіц-Осберном, графом Герефордом, й відкрито виступили проти короля. Повстанці звернулись по допомогу до Данії, однак перш ніж данський флот відплив до англійських берегів, заколот було придушено. Іноді «повстання трьох графів» розглядається як останній осередок англосаксонського спротиву, однак очевидно, що заколот не підтримали англосакси, й він залишився особистою справою його організаторів.
Поразка повстання мала глибокі наслідки: стародавні графства Нортумбрія, Герефорд та Східна Англія були скасовані, причому Нортумбрія була передана під управління Даремського єпископа. Опора останнього на нормандців призвела у 1080 році до нового заколоту у північно-східній Англії, який було жорстоко придушено Одо, єпископом Байо. Для укріплення позицій на півночі того ж року було здійснено другий похід до Шотландії, який очолив Роберт Куртгез. Нормандські війська дійшли до Фолкерка, однак кордон все ще лишався слабо укріпленим.
Більшого успіху Вільгельм досягнув у справі забезпечення безпеки Англії з боку валлійських королівств. Початок було покладено призначенням графом Герефорда у 1066 році Вільяма Фіц-Осберна, який збудував низку замків вздовж південної частини кордону з Уельсом й анексував Гвент. У 1071 році було створено Честерську марку на чолі з Гуго д'Авраншем, якому вдалось посунути англійський кордон до Конві та встановити контроль над Гвінетом. Третя прикордонна марка була створена 1075 року у верхній течії Северна й Ді з центром у Шрусбері. Її граф Роджер Монтгомері розширив територію Англії за рахунок Повіса та звів замок Монтгомері, що домінує над центральним Уельсом. Останньою військовою справою Вільгельма в Англії була його експедиція до південного Уельсу в 1081 році, коли англо-нормандські війська практично без опору дійшли до Сент-Дейвідса.
Найбільшим досягненням правління Вільгельма Завойовника можна вважати загальний перепис земельних володінь в Англії, здійснений 1086 року, результати якого були наведені у двотомній Книзі Страшного суду. Це найцінніше джерело зі стану англо-нормандського суспільства кінця XI століття, що не мало аналогів у середньовічній Європі. Сам факт появи такої праці прекрасно демонструє ефективність влади Вільгельма та його могутність у завойованій країні.
1 серпня 1086 року в Солсбері було скликано загальні збори баронів і лицарів королівства, на якому вони склали омаж і клятву вірності королю Вільгельму. Встановлення особистої залежності лицарів Англії від короля мало велике значення для формування в країні сильної королівської влади. В англійському феодальному праві виникло положення, відповідно до якого відданість лицаря своєму сеньйору не могла суперечити його вірності по відношенню до короля. Це спряло більш ранньому формуванню національної монархії в Англії, ніж, наприклад, у Франції.

## Церковна політика
В основі церковної політики короля Вільгельма лежала його переконання в тому, що нагляд за станом церкви є одним з основних обов'язків монарха. Від своїх попередників у Нормандії він успадкував контроль над призначенням єпископів й абатів, а також важелі втручання у справи управління церковними єпархіями. До 1066 року обсяг влади нормандського герцога стосовно церковних питань був одним із найбільш широких у Європі. Взявши на озброєння клюнійські ідеї про очищення церкви, Вільгельм, тим не менше, не поділяв прагнення лідерів григоріанської реформи звільнити духовну владу від впливу світської й укріпити зв'язки національних церков з папою римським.
Здобувши підтримку церкви у завоюванні Англії, король не поспішав виконувати головну вимогу папи про усунення архієпископа Стіганда. Лише пряме втручання папи 1070 року призвело до позбавлення Стіганда церковного сану та його арешту. Новим архієпископом Кентерберійським став Ланфранк, один із найближчих радників Вільгельма і європейський авторитет у питаннях богослов'я. Ланфранк цілком поділяв уявлення короля про роль світської влади у церковних справах й очолив роботу з реформування англійської церкви. Під впливом Ланфранка були ухвалені постанови про заборону симонії й уведення обов'язкового целібату священиків. Була реорганізована єпископальна структура англійської церкви, багато єпископських кафедр було перенесено із селищ до міст. Створена в результаті цього система дієцезій проіснувала упродовж всього середньовіччя. Одним із найважливіших заходів реформи став розподіл у 1076 році світської і церковної юрисдикції, що поклало початок канонічному праву та становленню незалежних від світської влади церковних судів. На пости єпископів та абатів стали призначатись виключно нормандці й до 1086 року у всій країні залишився тільки один єпископ англосаксонського походження. Це, з одного боку, призвело до деякого відчуження нижчого духовенства, а з іншого — значно посилило контроль центральної влади над церквою і сприяло упровадженню в англійській церкві сучасних релігійних ідей та практик.
Проводячи церковні інституції, у стосунках з папою Вільгельм залишався на позиціях егалітаризму. Було встановлено, що жоден папа не може бути визнаний в Англії без згоди короля, що папські послання й булли не діють на території Англії без спеціального королівського дозволу, що будь-які нововведення в церковних питаннях мають попередньо схвалюватись королем. Більше того, єпископам було заборонено без санкції монарха здійснювати поїздки до Риму, навіть за викликом папи. Коли в Італії спалахнула боротьба між папою Григорієм VII й антипапою Климентом III Вільгельм Завойовник зайняв позицію суворого нейтралітету. Король послідовно відмовлявся визнати феодальний сюзеренітет папського престолу над Англійським королівством, одночасно продовжуючи сплачувати «Гріш Святого Петра».

## Смерть та спадкоємці

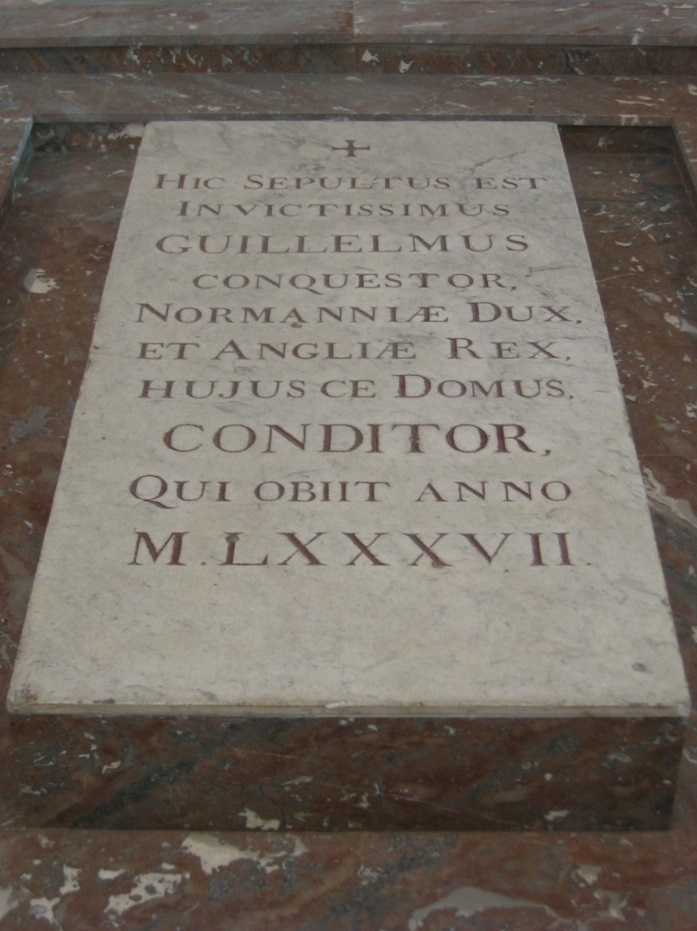
Надгробний камінь на могилі Вільгельма I у Кані

Остання війна Вільгельма розгорнулась у Франції. Ще 1077 року французький король підкорив собі графство Вексен, що прикривало підступи до Нормандії з боку Парижа. Це різко послабило оборонну систему східної Нормандії. На початку 1087 року французький гарнізон Манта, центру Вексена, розграбував нормандське графство Евре. Вільгельм, що прибув до Нормандії ще наприкінці 1086 року, зажадав від Філіпа I повернення Вексена, а після відмови взяв у облогу і спалив Мант. Королівський кінь, проїжджаючи пожарищем, наступив на гаряче вугілля, перекинувся й поранив Вільгельма у живіт (ріжок сідла пошкодив черевну порожнину). Упродовж наступних шести місяців Вільгельм повільно помирав, страждаючи від жорстокого болю — на місці ушкодження утворився нарив. Каючись у своїх злодіяннях, Вільгельм відправив гроші на відновлення спалених у Манті церков та звільнив політичних в'язнів.
9 вересня 1087 року Вільгельм Завойовник помер у віці 60 років у монастирі Сен-Жерве, поблизу Руана. Його наближені негайно полишили тіло, яке навіть не охололо, скинувши його на підлогу, й розграбували усі наявні цінності. Герлуїн, єдиний лицар, що залишився відданим своєму королю, перевіз тіло в Кан, до церкви св. Стефана. Одразу ж після перенесення гробу Вільгельма в Кан, у місті спалахнула велика пожежа. Тільки приборкавши вогонь, містяни зайнялись похованням Вільгельма I. Під час церемонії живіт покійника настільки роздувся, що одного моменту не витримав і лопнув, заляпавши кров'ю та гноєм нечисленних присутніх, від чого ті вибігли, затиснувши носи. Під час поховання людина, у якої король відібрав землю, де було зведено церкву св. Стефана, заборонив ховати Вільгельма, вимагаючи відшкодування збитків, завданих монархом. Тільки після сплати йому 60 шилінгів колишній землевласник дозволив поховати тіло Вільгельма I.
У часи Французької революції гробницю Вільгельма було розкрито й розграбовано, нині під могильною плитою є лише одна гомілкова кістка короля.
Перед смертю Вільгельм заповів англійський престол своєму другому сину Вільгельму II Рудому, а герцогом Нормандії, де існувало спадкове право, мав стати старший син й неодноразовий заколотник Роберт II Куртгез.

## Родина
Дружина (з 1053) — Матильда (бл.1031—1083), дочка Балдуїна V, графа Фландрії
Діти:
- Роберт II (бл. 1054—1134) — герцог Нормандії
- Аліса (нар. бл. 1055) — можливо, наречена Гарольда Годвінсона
- Сесилія (бл. 1056—1126) — абатиса монастиря Святої Трійці, Кан
- Вільгельм II (1056—1100) — король Англії
- Ричард (1057 — бл. 1081) — вбитий у південній Англії
- Адела (бл. 1062—1138) — дружина Етьєна II, графа Блуаського
- Агата (бл. 1064 — бл. 1080) — наречена Альфонсо VI, короля Кастилії
- Констанція (бл. 1066—1090) — дружина Алана IV, герцога Бретані
- Матильда (?)
- Генріх I Боклерк (1068—1135) — король Англії

Раніше також вважалось, що ще однією дочкою Вільгельма (можливо незаконнонародженою) була Гундреда (бл. 1063—1085), дружина Вільгельма де Варенна. Нині ця версія вважається відкинутою.

## Виноски
1. ↑  старонормандська: Williame I; давн-англ. Willelm I; англ. William I